# تبديل الملصقات
تبديل الملصقات هو أسلوب لاستبدال الشبكة للتغلب على المشكلات التي يواجهها التبديل التقليدي لجدول بروتوكول الإنترنت (المعروف أيضًا باسم توجيه الانتقال السريع للطبقة 3 التقليدية ). هنا، يحدث تبديل حزم الشبكة عند مستوى أدنى، أي انه يحدث في طبقة ارتباط البيانات بدلاً من حدوثه في طبقة الشبكة التقليدية.
يتم تعيين رقم تسمية لكل حزمة ويتم التبديل بعد اختبار الملصق المخصص لكل حزمة. التبديل يكون أسرع بكثير من توجيه IP. التقنيات الجديدة مثل تبديل الملصقات متعددة البروتوكولات (MPLS) تستخدم تبديل الملصقات.ماكينات الصرف الالي تستخدم أيضا تبديل الملصقات في جوهرها.
وفقًا لاسس لطلب الحصول على التعليقات RFC 2475 (بنية للخدمات المتميزة، ديسمبر 1998): «تشمل نماذج تبديل الملصقات (أو الدارة الافتراضية) ترحيل الإطارات وماكينات الصرف الالي (ATM) والملصقات متعددة البروتوكولات(MPLS). في حالة توجيه مسار النموذج هذه وإدارة حركة المرور أو جودة الخدمة (تم إنشاء حالة جودة الخدمة (QoS) لمتابعة حالة تدفقات حركة المرور على كل قفزة على طول مسار شبكة. وترتبط مجاميع حركة المرور ذات التفاصيل المتفاوتة بمسار تبديل التسمية في عقدة إدخال، ويتم وضع علامة على الحزم / الخلايا داخل كل مسار تبديل التسمية مع تسمية إعادة توجيه تستخدم للبحث عن عقدة القفزة التالية، وسلوك إعادة التوجيه لكل قفزة، وعلامة الاستبدال في كل قفزة، حيث يسمح هذا النموذج بتخصيص أفضل لموارد الحبيبية لتدفقات حركة المرور، نظرًا لأن قيم الملصقات ليست ذات أهمية عالمية ولكنها مهمة فقط على واحدة الارتباط؛ لذلك يمكن حجز الموارد لمجموع الحزم / الخلايا المستلمة على رابط مع تسمية معينة، وتحكم دلالات تبديل التسمية اختيار القفزة التالية، متابعة الاشارات المرورية لمتابعة مسار هندسي خصيصا من خلال الشبكة.» الموضوع ذو الصلة هو «التبديل متعدد الطبقات»، والذي يناقش التوجيه السلكي القائم على السيليكون والتي لا تختبر فقط معلومات حزم الطبقة 3، ولكن أيضًا معلومات الطبقة 4 (التحويل) وطبقة 7 (التطبيق).